# Das Lächeln der Frauen
Das Lächeln der Frauen ist ein deutscher Spielfilm von Gregor Schnitzler aus dem Jahr 2014, der in den Hauptrollen mit Melika Foroutan und Benjamin Sadler besetzt ist. Der Film erschien in der Reihe Herzkino des ZDF.
Die gleichnamige Romanvorlage erschien 2012 unter dem französisch klingenden Pseudonym Nicolas Barreau. Laut Ausführungen des Kritikers Elmar Krekeler der Tageszeitung Die Welt verbirgt sich dahinter die deutsche Autorin und Verlegerin Daniela Thiele.
Der Roman soll sich 83 Wochen auf der SPIEGEL-Bestsellerliste gehalten haben.

## Handlung
Ein in Paris ansässiger Lektor beobachtet eine vereinsamte Köchin und Restaurantbesitzerin, ist von ihr fasziniert und beschreibt sie in einem Roman. Das Buch erscheint unter einem Pseudonym und wird ein Bestseller. Die Köchin stößt zufällig auf dieses Buch, erkennt sich wieder und sucht den Kontakt zum Autor. Dieser möchte eigentlich lieber unerkannt bleiben, verliebt sich jedoch in die reizvolle Frau.

## Hintergrund
Die Dreharbeiten starteten am 28. Oktober 2013 in Paris und Berlin. Produziert wurde der Film von der Andreas Bareiss Produktion der TV60-Film München. Die Redaktion im ZDF lag bei Anna Bütow und Anika Kern. Das Lächeln der Frauen wurde vorab am 22. November 2014 auf ZDFneo ausgestrahlt und am 23. November 2014 im ZDF.
Der Film versucht möglichst viele bekannte Sehenswürdigkeiten von Paris einzubinden.
Der Autor der Vorlage Nicolas Barreau lobte die Verfilmung in der ZDF-Pressemappe: „Dieser Film ist großartig! ... Besonders die Verlagsszenen sind einfach köstlich.“

## Lieder im Film
- ZAZ: La fée/Cette journée
- Guillaume Grand: Toi et moi
- Louis Armstrong: La vie en rose
- Carla Bruni: Chez Keith et Anita
- John Legend: All of me[5]

## Kritik
Der Literaturkritiker Rainer Tittelbach von tittelbach.tv zeigt sich vollauf begeistert von der Verfilmung, was sich folgendermaßen liest: „‚Das Lächeln der Frauen‘, mit großer Sorgfalt bis in die kleinsten Rollen top besetzt, ist ein Liebesfilm im wahrsten Sinne des Wortes – eine sinnliche Liebeserklärung an eine Stadt, an die Literatur, an das Medium Film, an eine Frau und an die Liebe an sich.“ Der Film könne einem zwar nicht den Glauben an die große Liebe zurückgeben, aber einem die Illusion davon wiedergeben, ohne „kitschig, trivial oder naiv“ zu sein. Tittelbach betont, auch Foroutan und Sadler seien in ihren Rollen „zum Verlieben“.
TV Spielfilm dagegen spricht davon, dass der Film „nette Stimmung, nette Bilder und eine sehr sympathische Besetzung, die flott durch Paris- und Verlagsklischees tänzel[e]“ vorweise, sein Fehler aber seine „Unoriginalität“ sei. Es wurde nur ein Punkt von möglichen drei für Humor und Spannung gegeben (Daumen seitwärts) und das Fazit gezogen: „Paris und die Liebe, wie frau sie erwartet: nett“
Der Donaukurier empfiehlt denjenigen, die es „tief romantisch“ mögen, dringend einzuschalten.